# Werner Richter
Pour les articles homonymes, voir Richter.
Werner Richter (21 octobre 1893 à Zittau – 3 juin 1944 à Riga en Lettonie) est un Generalleutnant allemand qui a servi dans la Heer au sein de la Wehrmacht pendant la Seconde Guerre mondiale.
Il a été récipiendaire de la Croix de chevalier de la Croix de fer. Cette décoration est attribuée pour récompenser un acte d'une extrême bravoure sur le champ de bataille ou un commandement militaire avec succès.

## Biographie
Après avoir été cadet, Werner Richter s'engage dans l'armée le 26 février 1912 en tant qu'aspirant. Avec un brevet datant du 24 juin 1911, il est nommé lieutenant le 22 mai 1913 dans le 177e régiment d'infanterie. 
Werner Richter est blessé le 21 mai 1944 et meurt le 3 juin 1944.

## Décorations
- Croix de fer (1914)
  - 2e Classe
  - 1re Classe
- Croix d'honneur
- Agrafe de la Croix de fer (1939)
  - 2e Classe
  - 1re Classe
- Croix allemande en Or (26 novembre 1943)
- Croix de chevalier de la Croix de fer
  - Croix de chevalier le 7 février 1944 en tant que Generalleutnant et commandant de la 263. Infanterie-Division[1]